# Astatotilapia burtoni
Astatotilapia burtoni е вид бодлоперка от семейство Цихлиди (Cichlidae). Видът не е застрашен от изчезване.

## Разпространение
Разпространен е в Бурунди, Замбия, Руанда и Танзания.

## Описание
На дължина достигат до 15 cm.